# 17e étape du Tour de France 2003
Pour un article plus général, voir Tour de France 2003.
La 17e étape du Tour de France 2003 s'est déroulée le 24 juillet 2003 entre Dax et Bordeaux sur un parcours de 181 km. Elle a été remportée par le Néerlandais Servais Knaven (Quick Step-Davitamon) devant l'Italien Paolo Bossoni (Vini Caldirola-Saunier Duval) et le Français Christophe Mengin (Fdjeux.com). L'Américain Lance Armstrong (US Postal Service-Berry Floor) conserve le maillot jaune à l'issue de l'étape.

## Classement de l'étape
| \| Classement de l'étape \| Classement de l'étape \| Classement de l'étape \| Classement de l'étape \| Classement de l'étape \| \| Coureur \| Coureur \| Pays \| Équipe \| Temps \| \| --------------------- \| -------------------------- \| --------------------- \| ------------------------------- \| --------------------- \| \| 1er \| Servais Knaven \| Pays-Bas \| Quick Step-Davitamon \| 3 h 54 min 23 s \| \| 2e \| Paolo Bossoni \| Italie \| Vini Caldirola-Saunier Duval \| + 17 s \| \| 3e \| Christophe Mengin \| France \| Fdjeux.com \| + 17 s \| \| 4e \| Léon van Bon \| Pays-Bas \| Lotto-Domo \| + 17 s \| \| 5e \| Salvatore Commesso \| Italie \| Saeco \| + 17 s \| \| 6e \| José Vicente García Acosta \| Espagne \| iBanesto.com \| + 17 s \| \| 7e \| Peter Luttenberger \| Autriche \| CSC \| + 17 s \| \| 8e \| Médéric Clain \| France \| Cofidis-Le Crédit par Téléphone \| + 17 s \| \| 9e \| Bram de Groot \| Pays-Bas \| Rabobank \| + 17 s \| \| 10e \| Iván Parra \| Colombie \| Kelme-Costa Blanca \| + 1 min 55 s \| |                            |          |                                 |                 |
| |                            |          |                                 |                 |
| |                            |          |                                 |                 |
| Classement de l'étape |                            |          |                                 |                 |
| Coureur | Coureur                    | Pays     | Équipe                          | Temps           |
| 1er | Servais Knaven             | Pays-Bas | Quick Step-Davitamon            | 3 h 54 min 23 s |
| 2e | Paolo Bossoni              | Italie   | Vini Caldirola-Saunier Duval    | + 17 s          |
| 3e | Christophe Mengin          | France   | Fdjeux.com                      | + 17 s          |
| 4e | Léon van Bon               | Pays-Bas | Lotto-Domo                      | + 17 s          |
| 5e | Salvatore Commesso         | Italie   | Saeco                           | + 17 s          |
| 6e | José Vicente García Acosta | Espagne  | iBanesto.com                    | + 17 s          |
| 7e | Peter Luttenberger         | Autriche | CSC                             | + 17 s          |
| 8e | Médéric Clain              | France   | Cofidis-Le Crédit par Téléphone | + 17 s          |
| 9e | Bram de Groot              | Pays-Bas | Rabobank                        | + 17 s          |
| 10e | Iván Parra                 | Colombie | Kelme-Costa Blanca              | + 1 min 55 s    |

## Classement général
| \| Classement général \| Classement général \| Classement général \| Classement général \| Classement général \| \| Coureur \| Coureur \| Pays \| Équipe \| Temps \| \| ------------------ \| -------------------- \| ------------------ \| ----------------------------- \| ------------------ \| \| 1er \| Lance Armstrong \| États-Unis \| US Postal Service-Berry Floor \| DQ \| \| 2e \| Jan Ullrich \| Allemagne \| Team Bianchi \| + 1 min 07 s \| \| 3e \| Alexandre Vinokourov \| Kazakhstan \| Telekom \| + 2 min 45 s \| \| 4e \| Haimar Zubeldia \| Espagne \| Euskaltel-Euskadi \| + 5 min 16 s \| \| 5e \| Iban Mayo \| Espagne \| Euskaltel-Euskadi \| + 5 min 25 s \| \| 6e \| Tyler Hamilton \| États-Unis \| CSC \| + 6 min 35 s \| \| 7e \| Ivan Basso \| Italie \| Fassa Bortolo \| + 8 min 08 s \| \| 8e \| Christophe Moreau \| France \| Crédit Agricole \| + 11 min 12 s \| \| 9e \| Francisco Mancebo \| Espagne \| iBanesto.com \| + 16 min 05 s \| \| 10e \| Carlos Sastre \| Espagne \| CSC \| + 16 min 12 s \| |                      |            |                               |               |
| |                      |            |                               |               |
| |                      |            |                               |               |
| Classement général |                      |            |                               |               |
| Coureur | Coureur              | Pays       | Équipe                        | Temps         |
| 1er | Lance Armstrong      | États-Unis | US Postal Service-Berry Floor | DQ            |
| 2e | Jan Ullrich          | Allemagne  | Team Bianchi                  | + 1 min 07 s  |
| 3e | Alexandre Vinokourov | Kazakhstan | Telekom                       | + 2 min 45 s  |
| 4e | Haimar Zubeldia      | Espagne    | Euskaltel-Euskadi             | + 5 min 16 s  |
| 5e | Iban Mayo            | Espagne    | Euskaltel-Euskadi             | + 5 min 25 s  |
| 6e | Tyler Hamilton       | États-Unis | CSC                           | + 6 min 35 s  |
| 7e | Ivan Basso           | Italie     | Fassa Bortolo                 | + 8 min 08 s  |
| 8e | Christophe Moreau    | France     | Crédit Agricole               | + 11 min 12 s |
| 9e | Francisco Mancebo    | Espagne    | iBanesto.com                  | + 16 min 05 s |
| 10e | Carlos Sastre        | Espagne    | CSC                           | + 16 min 12 s |

## Classements annexes
| Classement par points | Classement par points | Classement par points | Classement par points | Classement par points |
| Coureur               | Coureur               | Pays                  | Équipe                | Points                |
| --------------------- | --------------------- | --------------------- | --------------------- | --------------------- |
| 1er                   | Baden Cooke           | Australie             | Fdjeux.com            | 169 pts               |
| 2e                    | Robbie McEwen         | Australie             | Lotto-Domo            | 163 pts               |
| 3e                    | Erik Zabel            | Allemagne             | Telekom               | 157 pts               |
| 4e                    | Thor Hushovd          | Norvège               | Crédit Agricole       | 146 pts               |
| 5e                    | Stuart O'Grady        | Australie             | Crédit Agricole       | 133 pts               |

| Classement par points | Classement par points | Classement par points | Classement par points | Classement par points |
| Coureur               | Coureur               | Pays                  | Équipe                | Points                |
| --------------------- | --------------------- | --------------------- | --------------------- | --------------------- |
| 1er                   | Baden Cooke           | Australie             | Fdjeux.com            | 169 pts               |
| 2e                    | Robbie McEwen         | Australie             | Lotto-Domo            | 163 pts               |
| 3e                    | Erik Zabel            | Allemagne             | Telekom               | 157 pts               |
| 4e                    | Thor Hushovd          | Norvège               | Crédit Agricole       | 146 pts               |
| 5e                    | Stuart O'Grady        | Australie             | Crédit Agricole       | 133 pts               |

| Classement de la montagne | Classement de la montagne | Classement de la montagne | Classement de la montagne     | Classement de la montagne |
| Coureur                   | Coureur                   | Pays                      | Équipe                        | Points                    |
| ------------------------- | ------------------------- | ------------------------- | ----------------------------- | ------------------------- |
| 1er                       | Richard Virenque          | France                    | Quick Step-Davitamon          | 324 pts                   |
| 2e                        | Laurent Dufaux            | Suisse                    | Alessio                       | 187 pts                   |
| 3e                        | Lance Armstrong           | États-Unis                | US Postal Service-Berry Floor | DQ                        |
| 4e                        | Juan Miguel Mercado       | Espagne                   | iBanesto.com                  | 133 pts                   |
| 5e                        | Christophe Moreau         | France                    | Crédit Agricole               | 132 pts                   |

| Classement de la montagne | Classement de la montagne | Classement de la montagne | Classement de la montagne     | Classement de la montagne |
| Coureur                   | Coureur                   | Pays                      | Équipe                        | Points                    |
| ------------------------- | ------------------------- | ------------------------- | ----------------------------- | ------------------------- |
| 1er                       | Richard Virenque          | France                    | Quick Step-Davitamon          | 324 pts                   |
| 2e                        | Laurent Dufaux            | Suisse                    | Alessio                       | 187 pts                   |
| 3e                        | Lance Armstrong           | États-Unis                | US Postal Service-Berry Floor | DQ                        |
| 4e                        | Juan Miguel Mercado       | Espagne                   | iBanesto.com                  | 133 pts                   |
| 5e                        | Christophe Moreau         | France                    | Crédit Agricole               | 132 pts                   |

| Classement du meilleur jeune | Classement du meilleur jeune | Classement du meilleur jeune | Classement du meilleur jeune | Classement du meilleur jeune |
| Coureur                      | Coureur                      | Pays                         | Équipe                       | Temps                        |
| ---------------------------- | ---------------------------- | ---------------------------- | ---------------------------- | ---------------------------- |
| 1er                          | Denis Menchov                | Russie                       | iBanesto.com                 | 74 h 57 min 37 s             |
| 2e                           | Mikel Astarloza              | Espagne                      | AG2R Prévoyance              | + 42 min 33 s                |
| 3e                           | Juan Miguel Mercado          | Espagne                      | iBanesto.com                 | + 1 h 00 min 38 s            |
| 4e                           | Sylvain Chavanel             | France                       | Brioches La Boulangère       | + 1 h 07 min 07 s            |
| 5e                           | Michael Rogers               | Australie                    | Quick Step-Davitamon         | + 1 h 19 min 06 s            |

| Classement du meilleur jeune | Classement du meilleur jeune | Classement du meilleur jeune | Classement du meilleur jeune | Classement du meilleur jeune |
| Coureur                      | Coureur                      | Pays                         | Équipe                       | Temps                        |
| ---------------------------- | ---------------------------- | ---------------------------- | ---------------------------- | ---------------------------- |
| 1er                          | Denis Menchov                | Russie                       | iBanesto.com                 | 74 h 57 min 37 s             |
| 2e                           | Mikel Astarloza              | Espagne                      | AG2R Prévoyance              | + 42 min 33 s                |
| 3e                           | Juan Miguel Mercado          | Espagne                      | iBanesto.com                 | + 1 h 00 min 38 s            |
| 4e                           | Sylvain Chavanel             | France                       | Brioches La Boulangère       | + 1 h 07 min 07 s            |
| 5e                           | Michael Rogers               | Australie                    | Quick Step-Davitamon         | + 1 h 19 min 06 s            |

| Classement par équipes | Classement par équipes        | Classement par équipes | Classement par équipes |
| Équipe                 | Équipe                        | Pays                   | Temps                  |
| ---------------------- | ----------------------------- | ---------------------- | ---------------------- |
| 1re                    | CSC                           | Danemark               | 221 h 36 min 33 s      |
| 2e                     | Euskaltel-Euskadi             | Espagne                | + 16 min 57 s          |
| 3e                     | iBanesto.com                  | Espagne                | + 18 min 53 s          |
| 4e                     | US Postal Service-Berry Floor | États-Unis             | + 23 min 52 s          |
| 5e                     | Team Bianchi                  | Allemagne              | + 1 h 08 min 57 s      |

| Classement par équipes | Classement par équipes        | Classement par équipes | Classement par équipes |
| Équipe                 | Équipe                        | Pays                   | Temps                  |
| ---------------------- | ----------------------------- | ---------------------- | ---------------------- |
| 1re                    | CSC                           | Danemark               | 221 h 36 min 33 s      |
| 2e                     | Euskaltel-Euskadi             | Espagne                | + 16 min 57 s          |
| 3e                     | iBanesto.com                  | Espagne                | + 18 min 53 s          |
| 4e                     | US Postal Service-Berry Floor | États-Unis             | + 23 min 52 s          |
| 5e                     | Team Bianchi                  | Allemagne              | + 1 h 08 min 57 s      |